# Kende család

A család címere

A (kölcsei) Kende család a rokon Kölcsey családdal együtt a Szente-Mágócs nemzetségből származik.
Kölcse, nevét régen – a fejletlen írásmód miatt – többféle formában: Kulch, Kulche, Kwlche-ként is írták.
Kölcsét a család az első foglalás jogán bírta a 14. századig, mivel ekkor a közös törzsből két fő ág vált ki, melyből az egyik Kölcsey, másik Kende néven lett ismertté. Közös birtokaikon 1315-ben osztoztak meg.
Később a Kende család még két fő ágra: czégényi és csekei ágra vált szét.

## Története
A család első ismert őse Kölcse ispán (comes) volt, aki 1181 előtt kapta királyi adományban Kölcse, Istvándi, Kóród, Csécse, Cseke, Milota, Czégény birtokait.
Kölcse ispán építtette fel a Czégényi monostort is. Erre tett adományait a király is megerősítette 1181-ben.
Máté fia Dénes fiai perbe keveredtek Károly Róbert királlyal, mely pert I. Lajos királlyal is folytattak.
1344-ben I. Lajos lemond minden követeléséről és megerősíti Dénes fiait a Czégényi monostor kegyuraságában, valamint Kölcse, Istvándi, Kóród, Cseke, Csécse, Milota, Kömörő, Szekeres, Ököritó
és Eke-Tyukod falvak birtokában.
A jelenleg virágzó nemzedék őse Kende I. Bálint volt, kinek fiai Lőrincz és Péter voltak, s a családot két fő ágban terjesztették tovább.
Az egyik a Czégényi ág, mely I. Tamástól jött le, a másik a Csekei ág volt.
A család ismertebb tagjai:
- I. Tamás 1570. 1606. (Perényi Kata)
- II. Tamás szatmári alispán 1610–1615. (Szakolyi Erzse)
- László 1724. ungi alispán (Csicseri Orosz Éva)
- Kende Zsigmond (1794–1865) 1832–1841. szatmári alispán és követ (Kállay Kata)
- Kende Kanuth országgyűlési képviselő, Kende Zsigmond és Kállay Katalin fia.

## Címer
Zöld sárkánnyal övezett kék pajzsban páncélos kar, három természetes liliomot tart.
Kísérők: ezüstfélhold és hatágú aranycsillag.
Sisakdísz: ugyanaz.
Takarók: Kék arany.